# Viroinval

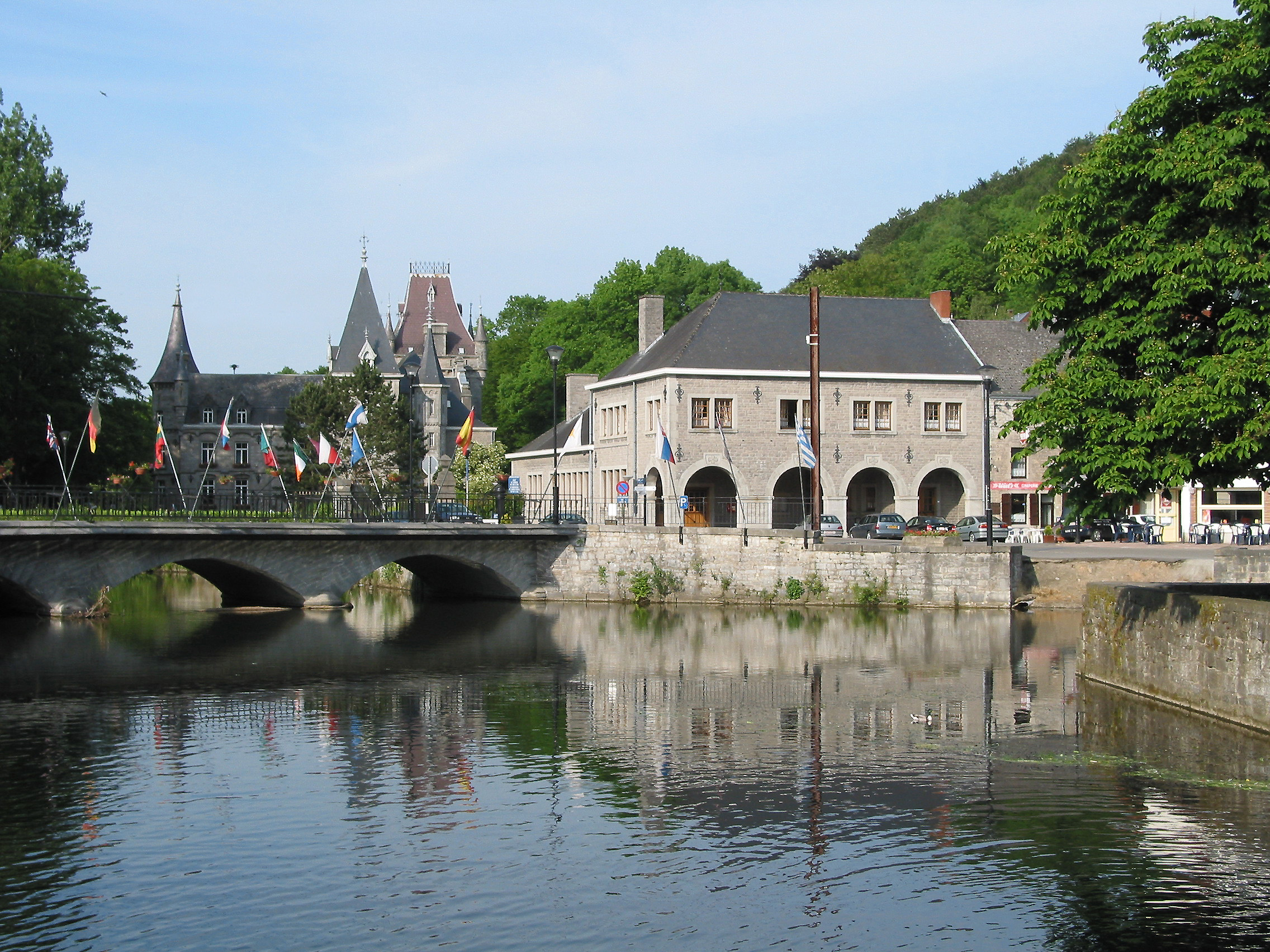
Nismes: Brücke über die Eau Noire und das Schloss

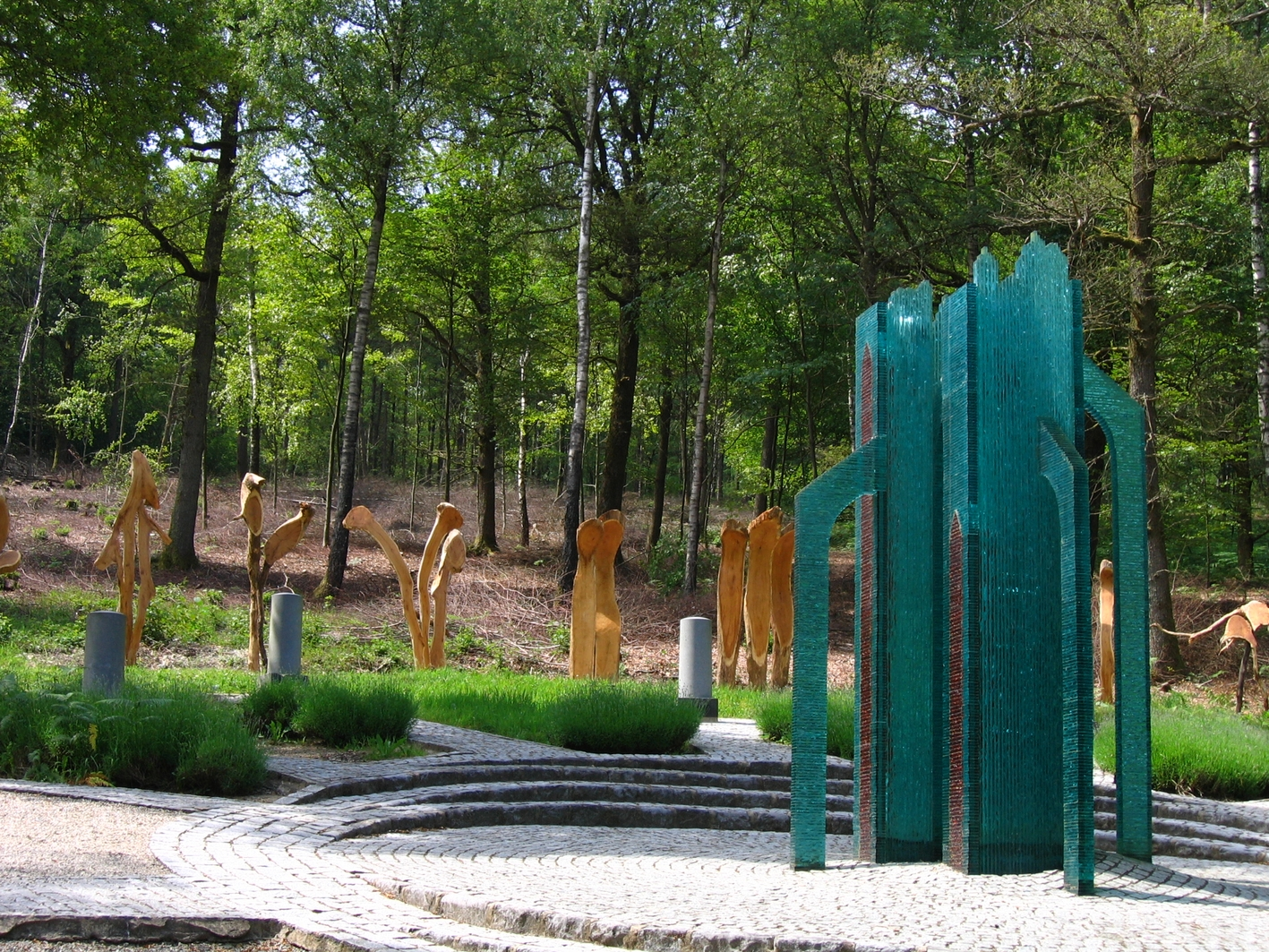
Oignies en Thiérache, geographischer Mittelpunkt des Europa der 15

Viroinval ist eine Gemeinde in der Provinz Namur im wallonischen Teil Belgiens. 
Sie besteht aus den Ortschaften Dourbes, Le Mesnil, Mazée, Nismes, Oignies-en-Thiérache, Olloy-sur-Viroin, Treignes und Vierves-sur-Viroin. Die Gemeindeverwaltung befindet sich in Nismes. Die Ortschaft Vierves-sur-Viroin gehört zu den schönsten Dörfern Walloniens. 
Auf dem Gemeindegebiet vereinigen sich die Flüsschen Eau Noire (Schwarzwasser) und Eau Blanche (Weißwasser) zum Fluss Viroin, der nach 22 km auf französischem Gebiet in Vireux-Molhain als linker Nebenfluss in die Maas mündet. Der Ortsname ist eine verkürzte Variante von Vallée du Viroin, auf Deutsch Tal des Viroin. 
Von 1995 bis 2004 war Viroinval der geographische Mittelpunkt der Europäischen Union mit 15 Mitgliedsstaaten (Lage).
Eine Gemeindepartnerschaft besteht mit der deutschen Gemeinde Kleinmaischeid in Rheinland-Pfalz, das vom 1. Mai 2004 biz zum 1. Januar 2007 geographischer Mittelpunkt der in dieser Zeit 25 Mitgliedsstaaten umfassenden Europäischen Union war. 